# Rajsavac
Rajsavac (1880 és 1991 között Rajsavci) falu Horvátországban, Pozsega-Szlavónia megyében. Közigazgatásilag Jakšićhoz tartozik.

## Fekvése
Pozsegától légvonalban 8, közúton 11 km-re északkeletre, községközpontjától 2 km-re keletre, Szlavónia középső részén, a Pozsegai-medencében, a Pozsegáról Nekcsére vezető út mentén, Radnovac és Cerovac között fekszik. 

## Története
A régészeti leletek tanúsága szerint a település területe már ősidők óta lakott volt. Határában „Zelena Laguna” horgászegyesület halastavánál sok, a lasinja-kultúrához tartozó edénytöredék (fazekak, tálak, cserépkanalak, idolok, hálónehezékek, sok kőeszköz töredék) került elő az i. e. 1950. és 1750. közötti időből. A leletek egy része a pozsegai múzeumba, más részük az iskola gyűjteményébe került. 
A mai település is régi lehet, de a középkorból nem maradt adat róla. A környék településeivel együtt 1537-ben foglalta el a török. A török korban valószínűleg muzulmán horvátok lakták. 1687-ben szabadult fel a török uralom alól, a muzulmán lakosság pedig Boszniába távozott. 1697 körül Boszniából katolikus horvátok települtek ide. 1702-ben 11, 1730-ban 13 ház állt a településen. Kezdetben kamarai birtok volt, de lakossága a század közepére kihalt. A németek betelepítése már 1764-ben megkezdődött. Először a Kreper család települt le itt, őket 1773-ban még további öt család követte. A 19. század elején további németek érkeztek, akik többségbe kerültek a településen.
Az első katonai felmérés térképén „Dorf Raisavacz”néven látható. Lipszky János 1808-ban Budán kiadott repertóriumában „Raiszavacz” néven szerepel. Nagy Lajos 1829-ben kiadott művében „Raiszavacz” 7 házzal, 47 katolikus vallású lakossal szerepel.
1857-ben 70, 1910-ben 205 lakosa volt. 1910-ben a népszámlálás adatai szerint lakosságának 51%-a német, 36%-a horvát, 9%-a szlovák anyanyelvű volt. Pozsega vármegye Pozsegai járásának része volt. Az első világháború után 1918-ban az új szerb-horvát-szlovén állam, majd később (1929-ben) Jugoszlávia része lett. A második világháború vége előtt a partizánok elől 15 német család menekült Németországba. 1991-ben lakosságának 97%-a horvát nemzetiségű volt. A településnek 2011-ben 313 lakosa volt, akik főként mezőgazdasággal foglalkoztak. A falunak közösségi háza és boltja is van.

## Lakossága
| Lakosság változása | Lakosság változása | Lakosság változása | Lakosság változása | Lakosság változása | Lakosság változása | Lakosság változása | Lakosság változása | Lakosság változása | Lakosság változása | Lakosság változása | Lakosság változása | Lakosság változása | Lakosság változása | Lakosság változása | Lakosság változása |
| ------------------ | ------------------ | ------------------ | ------------------ | ------------------ | ------------------ | ------------------ | ------------------ | ------------------ | ------------------ | ------------------ | ------------------ | ------------------ | ------------------ | ------------------ | ------------------ |
| 1857               | 1869               | 1880               | 1890               | 1900               | 1910               | 1921               | 1931               | 1948               | 1953               | 1961               | 1971               | 1981               | 1991               | 2001               | 2011               |
| 70                 | 104                | 115                | 107                | 163                | 205                | 251                | 294                | 368                | 363                | 341                | 298                | 292                | 355                | 378                | 313                |

## Nevezetességei
- A falu közepén egy Szent Györgynek szentelt harangtorony áll az aljában kis kápolnával. Szűz Mária és Szent Antal szobrai találhatók benne.
- A temetőben álló Szent György kápolnát 1991-ben építették.
- „Zelena laguna” horgásztó.

## Oktatás
1942-ben a német lakosság új, német nyelvű iskolát alapított a településen, de hadi események miatt a németek még a háború vége előtt menekülni kényszerültek. A háború után 1947-ben új horvát népiskola kezdte meg működését, addig a horvát gyermekek a szomszédos Cerovacra jártak iskolába. Ma a településen a jakšići elemi iskola területi iskolája működik.

## Sport
- „Kameleon” paintballközpont.
- Labdarúgóklub.